# Bernie Wrightson (stripauteur)
Bernie Wrightson (Dundalk, 27 oktober 1948 – Austin, 18 maart 2017) was een Amerikaanse stripauteur en illustrator die vooral bekend was als een van de originele auteurs van de strip Swamp Thing en ander werk gerelateerd aan horror.

## Carrière
Wirgtson volgde een opleiding bij de Famous Artists School. In 1966 begon hij als illustrator bij de Amerikaanse krant The Baltimore Sun. In 1968 ontmoette hij de Amerikaanse stripauteur Frank Frazetta op een stripfestival, waarna hij solliciteerde voor een baan als stripauteur bij DC Comics. Zo begon Wrightson in 1968 als stripauteur bij het Amerikaanse stripblad House of Mystery, waar hij strips tekende voor de uitgeverijen DC Comics en later Marvel Comics. Vervolgens creëerde hij in 1971 samen met scenarist Len Wein de strip Swamp Thing voor DC Comics. Die strip is later verdergezet door verscheidene auteurs.
In 1974 verliet hij DC Comics en ging naar Warren Publishing, waar hij onder andere tekende bij de stripbladen Creepy en Eerie. Voor deze bladen creëerde hij niet alleen nieuwe stripverhalen, ook bewerkte hij horrorboeken van onder andere Edgar Allan Poe en H. P. Lovecraft in stripverhalen. In 1975 richtte hij samen met stripauteurs Jeffrey Catherine Jones, Michael Kaluta en Barry Windsor-Smith een collectief op genaamd The Studio. Hier werkten ze enkele jaren aan artistieke opdrachten die niet voor strips bedoeld zijn, zoals platenhoezen en posters.
Van 1980 tot 1983 tekende hij voor het stripblad Heavy Metal, de Amerikaanse versie van het Franse stripblad Métal hurlant. Hier tekende hij onder andere de strip Captain Sternn. In 1983 verscheen een uitgave van het horrorboek Frankenstein van Mary Shelley. Wrightson had er zeven jaar over gedaan om de illustraties voor die uitgave te tekenen. Ook bewerkte hij in 1983 de horrorfilm Creepshow tot een stripverhaal en tekende de filmposter ervan. Deze film werd geschreven door Stephen King, waarna Wrightson en King later nog meerdere keren zouden samenwerken.
In de jaren 80 en 90 ging Wrightson weer tekenen bij DC Comics en Marvel Comics. Zo tekende hij op scenario van Jim Starlin de one-shot Heroes for Hope en tekende hij enkele Batmanstrips waaronder de reeks Batman: The Cult. Later tekende hij nog verscheidene strips onder andere op scenario van Steve Niles.
Op het einde van zijn leven kreeg Wrightson echter steeds meer gezondheidsproblemen. Vanaf juli 2014 werd hij behandeld voor een hersentumor. Hierdoor ging hij uiteindelijk in januari 2017 noodgedwongen met pensioen. Hij overleed twee maanden later, op 18 maart.

## Prijzen
- In 1972, 1973 en 1974 ontving hij enkele Shazam Awards en nominaties voor Swamp Thing.
- In 1986 ontvingen Wrightson en Starlin voor Heroes for Hope de Bob Clampett Humanitarian Award.
- In 1987 ontving hij een Inkpot Award.
- In 2007 ontving hij de H.P. Lovecraft Award.
- In 2013 ontving Wrightson een National Cartoonists Society Award voor de stripreeks Frankenstein Alive, Alive!' dat van 2012 tot 2014 verscheen.
- In 2015 ontving hij een Inkwell Award voor zijn hele oeuvre.

## Trivia
- Hij kortte aanvankelijk zijn naam af als Berni Wrightson om verwarring te vermijden met de Amerikaanse schoonspringer Bernie Wrightson. Later tekende hij als Bernie Wrightson.
- Wrightson illustreerde ook enkele platenhoezen voor verscheidene artiesten waaronder Dead Ringer voor Meat Loaf.
- In de seizoensfinale van seizoen 7 van The Walking Dead, in april 2017, wordt zijn naam op het einde van de aflevering vermeld als eerbetoon.